# Saint-Étienne-la-Varenne
Saint-Étienne-la-Varenne es una comuna francesa situada en el departamento de Ródano, de la región de Auvernia-Ródano-Alpes.

## Demografía
| 536 | 528 | 487 | 503 | 518 | 608 | 642 | 693 | 742 |
| Para los censos de 1962 a 1999 la población legal corresponde a la población sin duplicidades (Fuente: INSEE [Consultar]) |     |     |     |     |     |     |     |     |